# Shambhunath
Shambhunath (Nepali शम्भुनाथ Shambhunath) ist eine Stadt (Munizipalität) im östlichen Terai Nepals im Distrikt Saptari.
Die Stadt entstand 2014 durch Zusammenlegung der Village Development Committees Basbalpur, Bhangha, Khoksar Parbaha, Mohanpur, Rampur Jamuwa und Shambhunath.
Das Stadtgebiet umfasst 95,49 km².

## Einwohner
Bei der Volkszählung 2011 hatten die VDCs, aus welchen die Stadt Shambhunath entstand, 30.207 Einwohner (davon 14.334 männlich) in 5817 Haushalten.